# 合浦武圣宫
合浦武圣宫，位于中国广西壮族自治区合浦县廉州镇奎文路，为一个省级文物保护单位，类型为古建筑，为第六批广西壮族自治区文物保护单位，公布时间为2009年5月4日。
合浦武圣宫的历史年代为清。